# Palmia
Palmia is een geslacht van vlinders uit de familie wespvlinders (Sesiidae), onderfamilie Sesiinae.
Palmia is voor het eerst wetenschappelijk beschreven door Beutenmüller in 1896. De typesoort is Sciapteron praecedens.

## Soort
Palmia omvat de volgende soort:
- Palmia praecedens (Edwards, 1883)